# FG42伞兵步枪
FG42傘兵步槍（Fallschirmjägergewehr 42）是第二次世界大戰期間德國空軍專門為傘兵設計的自動步槍。

## 歷史
第二次世界大戰爆發後的空降作戰中，特別是1941年克里特島戰役後，德國空降部隊認為裝備的輕武器不能滿足空降作戰的要求。德國空軍要求為傘兵設計一種可選擇全自動射擊模式並且方便空降攜帶的步槍，希望增強單兵火力。作為輕武器研製部門的陸軍兵器局正在研製7.92×33毫米中間型威力槍彈，拒絕了空軍使用7.92×57毫米標準步槍子彈的設計要求。最後空軍的帝國航空部直接轉向武器製造商。經過測試最終選擇了萊茵金屬公司設計的樣槍，該槍由路易·斯坦格（Louis Stange）負責設計。
1942年定型命名為或（德語：42型傘兵步槍，簡稱FG 42）。後因生產進度無法滿足軍方要求，轉給克里格霍夫公司投產，由於貴金屬的缺乏，由克里格霍夫兵工廠改進生產工藝，並修改設計提高性能。

## 設計

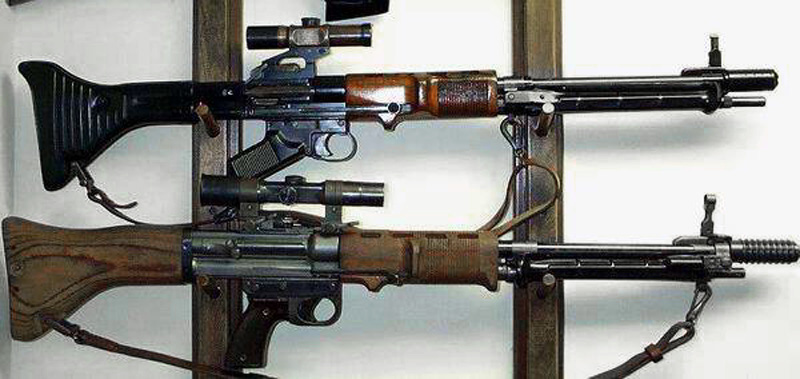
FG42“E”型（上）和FG42“G”型（下）

FG42採用導氣式自動原理，槍彈擊發後火藥氣體由槍管下方導氣管進入活塞筒，旋轉閉鎖式槍栓。擊發裝置單發射擊時處於閉膛狀態，射擊更精確；連發射擊時，則處於開膛狀態，以便冷卻槍管，採用相似設計的也有美國M1941輕機槍。
採用10發或20發彈匣供彈，彈匣呈水平狀插入機匣左側。扳機後帶有傾斜式握把（後期型修改為傾斜度較小的握把）。中空的直型槍托容納槍機尾部的後坐緩衝器，一方面縮短槍的長度，一方面配合安裝兩腳架、槍口制退器，為連發射擊提供穩定發射狀態，較短槍管以適合給傘兵使用，設計上可以提供如輕機槍或步槍相當的火力。除此之外，FG42还服役有4倍ZFG42型光学瞄準鏡以用于精确射击。
FG42採取了種種措施，增加了重量，虽然发射全威力步槍弹，但是得益于高效率的枪口制退器和两级涡卷缓冲装置，因此它在全自動射擊後座力射击时后座力比很多使用全威力步枪弹的枪械都要小。然而因為彈匣容量小、槍管容易過熱，实战证明FG42不太适合用作轻机枪；与相對使用中間型威力槍彈的StG44突擊步槍也不具備優勢。

## 裝備

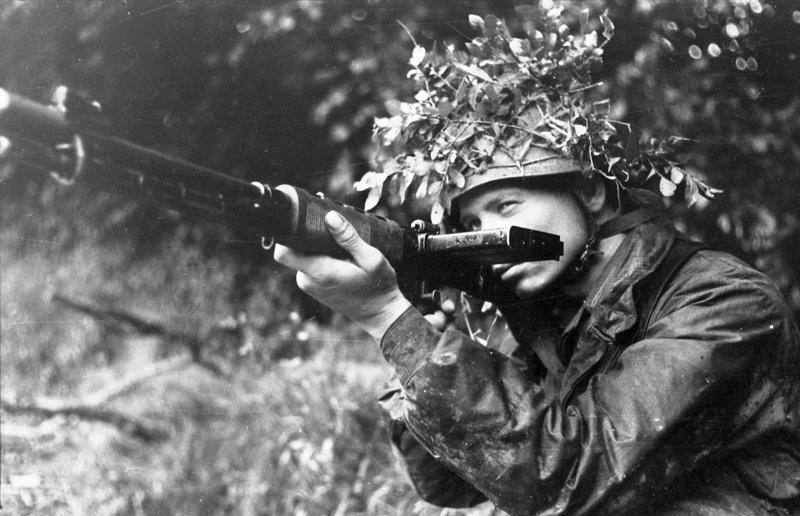
FG42傘兵步槍

FG42主要裝備德國空降部隊（Fallschirmjäger），首次亮相是在1943年9月12日德國空降部隊營救墨索里尼的行動中。1943年以後德國空降部隊基本用作步兵部隊，這種傘兵專用自動步槍需求亦不再迫切。量產持續到1944年，至第二次世界大戰結束，德國僅生產了不到7,000支FG42。
現在，FG42傘兵步槍已成為槍械收藏家眼中的珍品。

## 使用國
- 阿根廷－用作測試。[1]
- 德意志國
  - 德意志國防軍空降獵兵

## 流行文化

### 電子遊戲
- 《應徵入伍》：作為德軍科技樹五階步兵武器。
- 《少女前線》

## 資料來源
1. ↑  Julio S. Guzmán, Las Armas Modernas de Infantería, Abril de 1953

## 外部連結
- （中文）—D boy gun world-FG42傘兵步槍（页面存档备份，存于）
- FG-42 German Paratroop Rifle (transferable) （页面存档备份，存于）
- Fallschirmjager FG-42 Rifle（页面存档备份，存于）
- Full-Auto FG-42: An Original 2nd Pattern at the Range（页面存档备份，存于）
- Pre-Production FG-42 (Type C)（页面存档备份，存于）
- Shooting the FG42: The Hype is Real（页面存档备份，存于）